# Apruebo Dignidad
Apruebo Dignidad (AD) fue una coalición política chilena de izquierda creada el 11 de enero de 2021 para presentar candidatos a la elección a la Convención Constitucional y disuelta en 2023. Agrupó a los partidos políticos del Frente Amplio y de Chile Digno. Estos partidos actualmente conforman la Alianza de Gobierno, que es la coalición oficialista al gobierno del presidente Gabriel Boric junto al Socialismo Democrático.

## Historia

### Antecedentes
El pacto Apruebo Dignidad tiene sus orígenes en el intento de reunir al polo de izquierda en un gran conglomerado. En medio de la pandemia, hubo diversos intentos de buscar la unidad en la oposición. Uno de ellos fue «Pliego Popular», plataforma que reunía a partidos y movimientos políticos de izquierda con la intención de articularse para propuestas económico-sociales en el Congreso en el contexto de la pandemia de COVID-19 en Chile.

### Formación
Dentro de los miembros de Apruebo Dignidad se encuentran el Frente Amplio, Chile Digno, Mesa de Unidad Social, Comunidad por la Dignidad, entre otras organizaciones y movimientos. El 5 de febrero de 2021 se definieron los ejes programáticos de la coalición para la redacción de la nueva Constitución Política de la República. En este evento se contó con la participación de figuras sociales y políticas como Beatriz Sánchez, Fernando Atria, Bárbara Figueroa, Emilia Schneider, Bastián Bodenhöfer, Patricia López, Tatiana Urrutia, Marcos Barraza, Bárbara Sepúlveda, entre otros.
Después del resultado en las elecciones de convencionales constituyentes, los partidos confirmaron una primaria presidencial y la formalización de la coalición electoral el 19 de mayo, en medio de conversaciones fallidas con el Partido Socialista. Estas primarias convocaron al abanderado y alcalde de Recoleta, Daniel Jadue, quien fue apoyado por Chile Digno, Verde y Soberano compuesto por el Partido Comunista, la Federación Regionalista Verde Social, el Partido Igualdad, Acción Humanista, Izquierda Libertaria, Izquierda Cristiana, entre otros colectivos. Por el otro lado se encontraba el diputado magallánico Gabriel Boric, quien fue apoyado por el Frente Amplio en su conjunto.
El 18 de julio de 2021 se celebraron las primarias de Apruebo Dignidad, dando como ganador al militante de Convergencia Social, Gabriel Boric, quien fue candidato de la coalición en las elecciones presidenciales de noviembre, resultando eventualmente el ganador. También, en medio de conversaciones, se barajó la posibilidad de que el conglomerado vaya en lista única para las elecciones parlamentarias, cuestión que se materializó exitosamente.

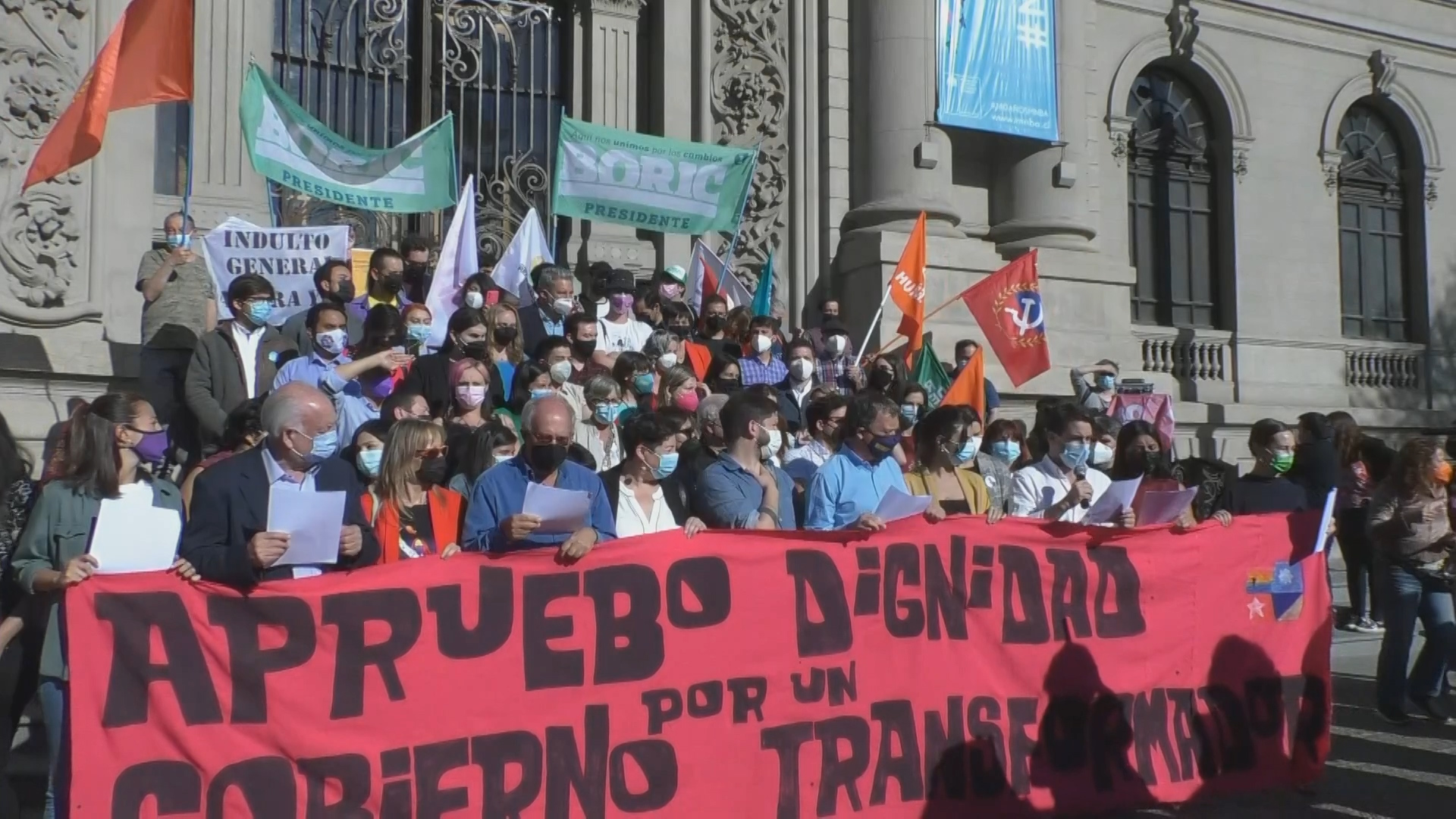
Dirigentes de Apruebo Dignidad.

El jueves 12 de agosto, el conglomerado lanzó el Observatorio Constituyente Apruebo Dignidad (OCAD), think tank nace de la mano de Saberes Colectivos (Frente Amplio), con la colaboración estrecha de Rumbo Colectivo (RD), La Casa Común (FC) y el Instituto de Ciencias Alejandro Lipschutz (PC), apoyados por la Fundación alemana Friedrich Ebert Stiftung (FES), vinculada al Partido Socialdemócrata Alemán. La formación del observatorio tiene como objetivo principal, según propias palabras de miembros de Apruebo Dignidad, la necesidad de “forjar lazos entre la Convención Constitucional y la sociedad civil para el monitoreo y el levantamiento de propuestas constitucionales, además de estrechar relaciones entre los partidos y movimientos que conforman Apruebo Dignidad”. Posteriormente, al OCAD se unieron los think tanks Nodo XXI, Fundación Territorios Colectivos y Democracia Viva. 

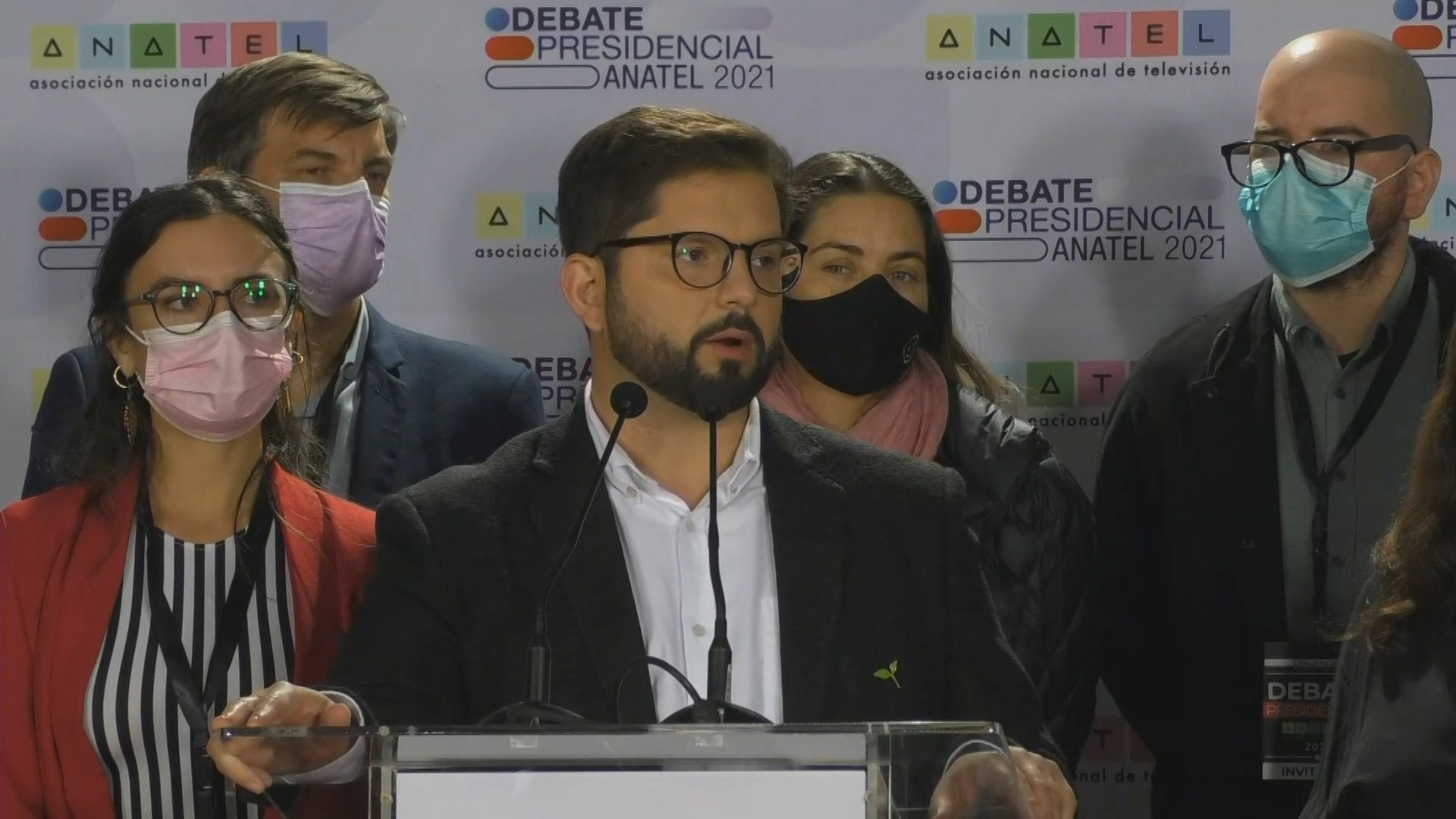
Gabriel Boric, candidato presidencial de Apruebo Dignidad.

El 11 de agosto se oficializó la formación de la bancada parlamentaria de Apruebo Dignidad, compuesta por los partidos y movimientos del conglomerado que tienen representación parlamentaria (RD, CS, Comunes, Unir, PC, FREVS, AH). El objetivo de la bancada sería realizar una mejor coordinación parlamentaria para enfrentar los proyectos que a futuro se debatirán en el Congreso, como la ley de 40 horas, el impuesto a los super ricos, entre otros. Asimismo, en el acto se ratificó el apoyo a la candidatura a la presidencia de Gabriel Boric. El Partido Igualdad y el Movimiento Victoria Popular decidieron no apoyar a Boric y levantar una lista parlamentaria paralela con el Partido Humanista denominada  «Dignidad Ahora»; de la misma forma, Izquierda Libertaria anunció que no apoyaran a Boric. De esta forma, estos colectivos dejaron definitivamente Apruebo Dignidad.

### Elección presidencial de 2021

Logotipo de campaña de Gabriel Boric.

En la primera vuelta de la elección presidencial, realizada el 21 de noviembre de 2021, Boric obtuvo el 25,83 % de los votos, por lo que pasó a segunda vuelta junto a José Antonio Kast del Partido Republicano, quien recibió el 27,91 % de las preferencias. Tras pasar a segunda vuelta, Boric recibió el apoyo electoral de los partidos Socialista, Demócrata Cristiano, Por la Democracia, Liberal, Progresista, Radical, Ecologista Verde, Igualdad, Humanista y Ciudadanos, y de los movimientos Nuevo Trato e Independientes No Neutrales.
Durante la segunda vuelta el círculo cercano de su comando estuvo conformado por la expresidenta del Colegio Médico Izkia Siches como jefa de campaña, el diputado Giorgio Jackson como encargado político y el sociólogo Sebastián Kraljevich como líder de estrategia. También recibió la colaboración de los diputados Gonzalo Winter, Camila Vallejo, Camila Rojas, Miguel Crispi y Alejandra Sepúlveda.

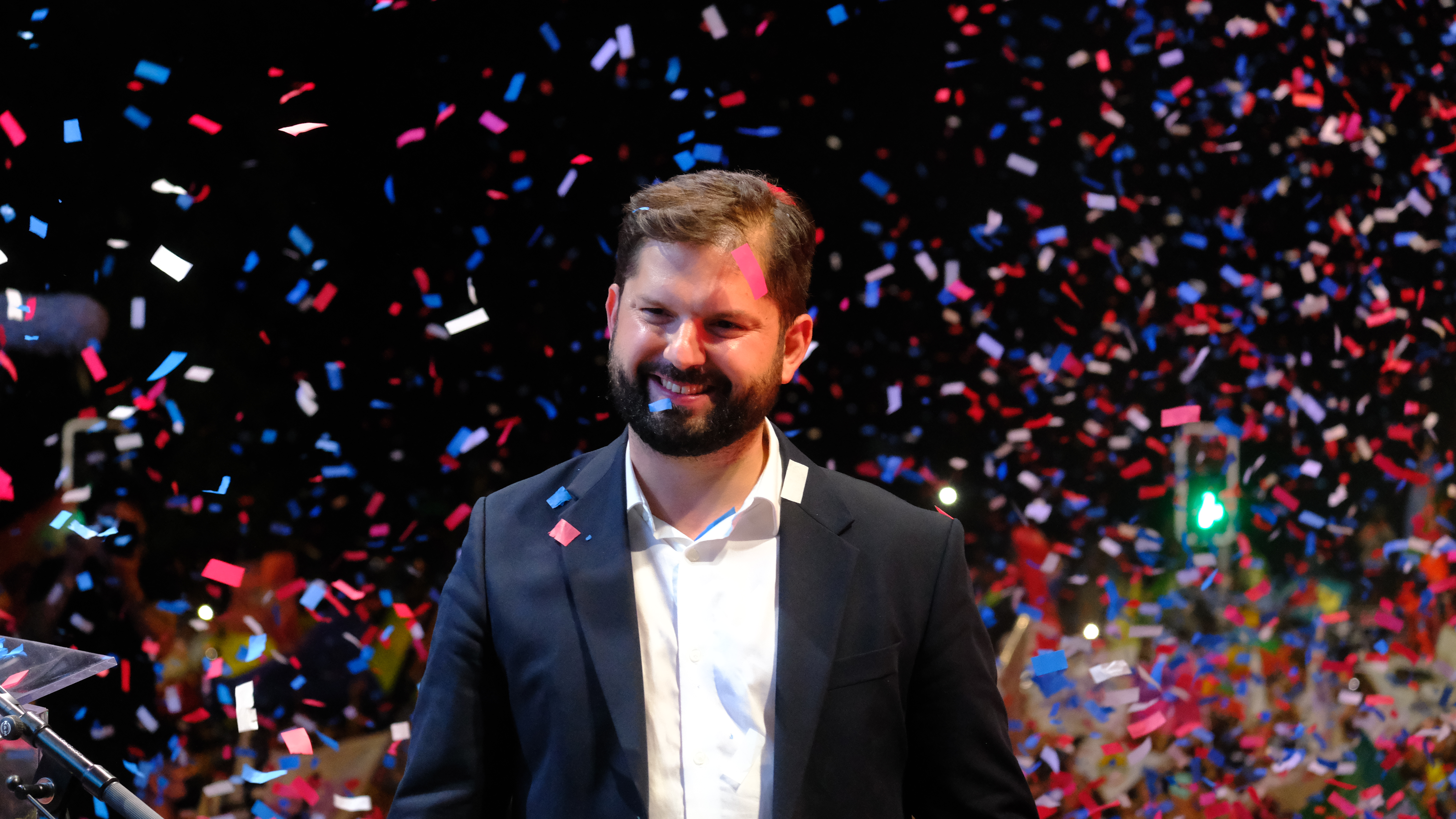
Retrato de Gabriel Boric dando su discurso de la victoria en 2021.

En las elecciones del 19 de diciembre de 2021 votaron más de 8,3 millones de personas, lo que significó la mayor participación electoral en Chile desde la implementación del voto voluntario. Boric resultó elegido presidente de la República con el 55,8 % de los votos, siendo electo con el mayor número de votos en la historia de Chile y el más joven al momento de asumir la presidencia nacional.

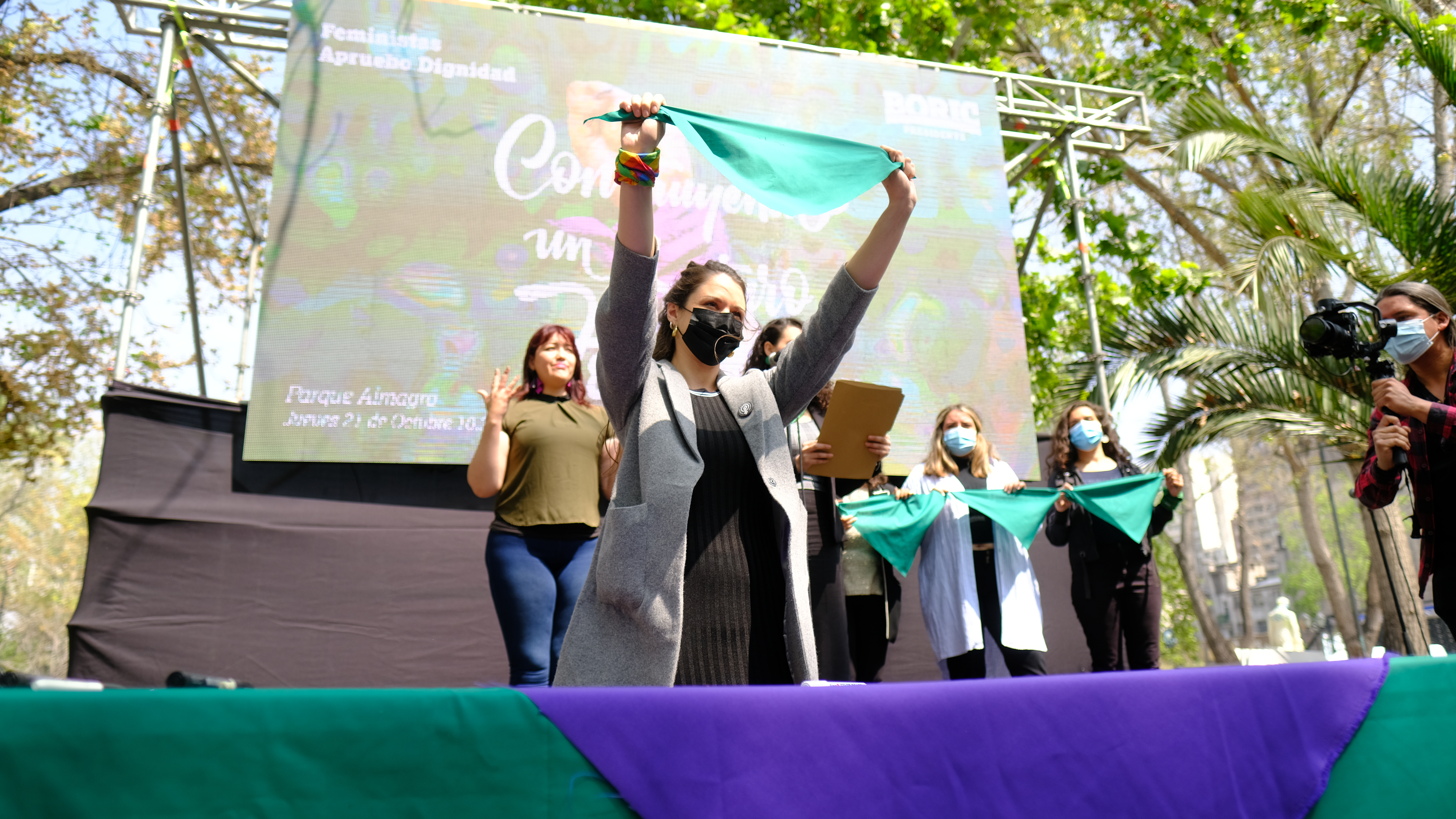
Irina Karamanos en una actividad de Feministas Apruebo Dignidad

Para el gobierno de Gabriel Boric, Apruebo Dignidad se alió con Socialismo Democrático (PS, PPD, PL, PR, NT), usando un sistema de «un gobierno, dos coaliciones».

### Disolución
Tras el plebiscito de septiembre de 2022, donde la ciudadanía rechazó la propuesta de nueva Constitución elaborada por la Convención Constitucional, las fuerzas progresistas experimentaron un proceso de reordenamiento. Para las elecciones de consejeros constitucionales de mayo de 2023, los partidos de Apruebo Dignidad se aliaron con el PS y el PL (ambos de Socialismo Democrático) para formar el pacto Unidad para Chile. La lista logró la elección de 16 consejeros, quedando en minoría frente a la derecha de Chile Vamos y a la extrema derecha del Partido Republicano.
En septiembre de 2023, los principales dirigentes de Apruebo Dignidad reconocieron que la coalición llevaba meses sin funcionar; aquello coincidió con el proceso de reflexión al interior del Frente Amplio por una posible fusión entre todos sus partidos.

## Composición
En su último año, la coalición estuvo conformada por los siguientes partidos:
| Partido                              | Presidente           | Coalición                     |
| ------------------------------------ | -------------------- | ----------------------------- |
| Convergencia Social                  | Diego Ibáñez         | Frente Amplio                 |
| Revolución Democrática               | Juan Ignacio Latorre | Frente Amplio                 |
| Comunes                              | Marco Velarde        | Frente Amplio                 |
| Partido Comunista                    | Guillermo Teillier   | Chile Digno, Verde y Soberano |
| Federación Regionalista Verde Social | Flavia Torrealba     | Chile Digno, Verde y Soberano |
| Acción Humanista                     | Tomás Hirsch         | Chile Digno, Verde y Soberano |

Además, estuvieron presentes los siguientes movimientos políticos sin personería jurídica legal ante el Servel:
- Plataforma Socialista
- Izquierda Cristiana de Chile

## Resultados electorales

### Elecciones de convencionales constituyentes
| Año  | Votos     | % de votos       | Escaños |
| ---- | --------- | ---------------- | ------- |
| 2021 | 1 070 361 | \| \| 18,74 % \| | 28/155  |
|      | 18,74 %   |                  |         |

### Elecciones parlamentarias
|  | 20,94 % |

|  | 19,58 % |